# Maria Alfonsina Ghattas

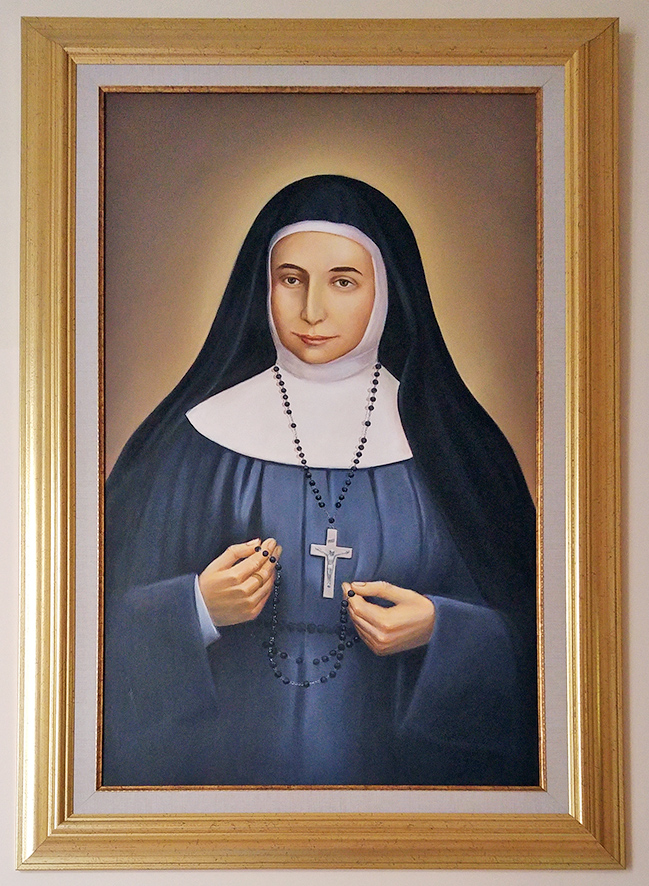
Marie Alphonsine Ghattas

Maria Alfonsina Ghattas (* 4. Oktober 1843 als Soultaneh Mariam Danil Ghattas in Jerusalem; † 25. März 1927 in Ein Karem bei Jerusalem) war eine palästinensische Ordensschwester und Mystikerin. Sie wird in der römisch-katholischen Kirche als Heilige verehrt.

## Leben
Soultaneh Mariam Danil Ghattas trat mit 15 Jahren der französischen Gemeinschaft der Schwestern des heiligen Joseph von der Erscheinung in Jerusalem bei und nahm den Namen Maria Alfonsina an. Sie unterrichtete Kinder an der zugehörigen Schule und wurde später nach Bethlehem versetzt. 1874 hatte sie dort eine Marienerscheinung, die sich sodann in der Kapelle der Milchgrotte erneut ereignet haben soll.
1880 gründete sie eine Gemeinschaft für junge arabische Frauen mit dem Namen Rosenkranzschwestern, die als Ziel die religiöse Erziehung und die Alphabetisierung hatte. Arabische Frauen konnten wegen fehlender Beherrschung europäischer Sprachen, vor allem Französisch, zuvor meist keinen Schwesternorden beitreten. Ghattas verstand sich selbst nicht als Gründerin der Gemeinschaft, diese Stellung kam für sie Joseph Tannous Yammin zu. Ihr wurde jedoch erst 1883 der Austritt aus ihrer vorherigen Ordensgemeinschaft und der Beitritt in den neuen Schwesternorden erlaubt. In dieser Funktion übte sie ihre Tätigkeit in Jaffa, Beit Sahour, Salt und Nablus aus. In allen diesen Orten soll ihre Anwesenheit Wunder oder außergewöhnliche Ereignisse bewirkt haben.
Bis heute ist die Rosenkranzschwestern die einzige im Lateinischen Patriarchat von Jerusalem gegründete Kongregation. Die Gemeinschaft existiert in acht Ländern des Nahen Ostens und zählt etwa 260 Schwestern.

## Seligsprechung und Heiligsprechung
Maria Alfonsina Ghattas wurde am 22. November 2009 in einem von Erzbischof Angelo Amato, dem Präfekten der Heiligsprechungskongregation, geleiteten Gottesdienst in der Verkündigungsbasilika in Nazareth von der katholischen Kirche seliggesprochen. Es war die erste Seligsprechung durch die römisch-katholische Kirche, die im Heiligen Land erfolgte. Am 17. Mai 2015 folgte ihre Heiligsprechung durch Papst Franziskus. Ihr Gedenktag ist der 25. März.